# Leal Senado
El Edificio del Leal Senado (en portugués: Edifício do Leal Senado) fue la sede del gobierno del Macao portugués (la Asamblea Legislativa y el Consejo Municipal). Está situado en un lado del Largo do Senado. El título "leal" fue otorgado al gobierno de Macao en 1810 por el Príncipe regente portugués Juan, quien posteriormente sería el Rey Juan VI de Portugal, como recompensa por la lealtad de Macao a Portugal, que se negó a reconocer la soberanía española durante la unificación ibérica, entre 1580 y 1640. En el interior del vestíbulo de entrada se puede ver una placa ordenada por el rey que conmemora este suceso.

## Historia
En la parcela del Leal Senado estaba anteriormente un pabellón de estilo chino, que actuaba como lugar de encuentro para los oficiales portugueses y chinos, y donde el gobierno de la dinastía Ming anunciaría regulaciones a Macao. Los portugueses pensaron comprar el pabellón desde 1583, junto con algunas casas chinas detrás de él. Sin embargo, no fue hasta 1784 cuando el gobierno portugués lo compró finalmente por un precio de 80 000 taeles.
El edificio del Leal Senado se construyó posteriormente, y se convertiría en el centro de la política de Macao desde entonces. También se realizaban aquí mítines y celebraciones portuguesas. Aunque se construyó en 1784, su diseño era similar al "estilo llano" portugués de los siglos XIV y XV en lugar del estilo pombalino predominante en la época. En el edificio se instalaron varias instituciones, como un museo de Luís Vaz de Camões, una oficina de correos, un juzgado y una prisión, pero actualmente todas se han trasladado a otros lugares.
Fue remodelado completamente en 1904. En 1936 el edificio fue dañado por un tifón.
Tras la transferencia de la soberanía de Macao a China en 1999 se convirtió en la sede del Instituto de Asuntos Cívicos.
En 2005 pasó a formar parte del centro histórico de Macao, declarado Patrimonio de la Humanidad por la UNESCO.

## Descripción
El edificio tiene forma de U. La parte derecha de la primera planta del edificio contiene una sala de exposiciones de arte. En la segunda planta hay un salón de convenciones, donde se realizan las reuniones públicas y las conferencias de prensa del antiguo Consejo Municipal de Macao y del actual Instituto de Asuntos Cívicos. En la parte noroeste de la primera planta hay una biblioteca pública, inaugurada en 1929. Su diseño se inspira en la biblioteca del Convento de Mafra de Portugal, decorada en estilo clásico. Contiene unos 18 500 libros y está especializada en libros extranjeros desde el siglo XVII hasta los años 1950, en particular los de la historia portuguesa en África y Extremo Oriente. El edificio ha conservado todas sus paredes maestras y casi toda su distribución original, incluido el jardín del patio trasero.

## Galería de imágenes

Edificio del Leal Senado, Macao
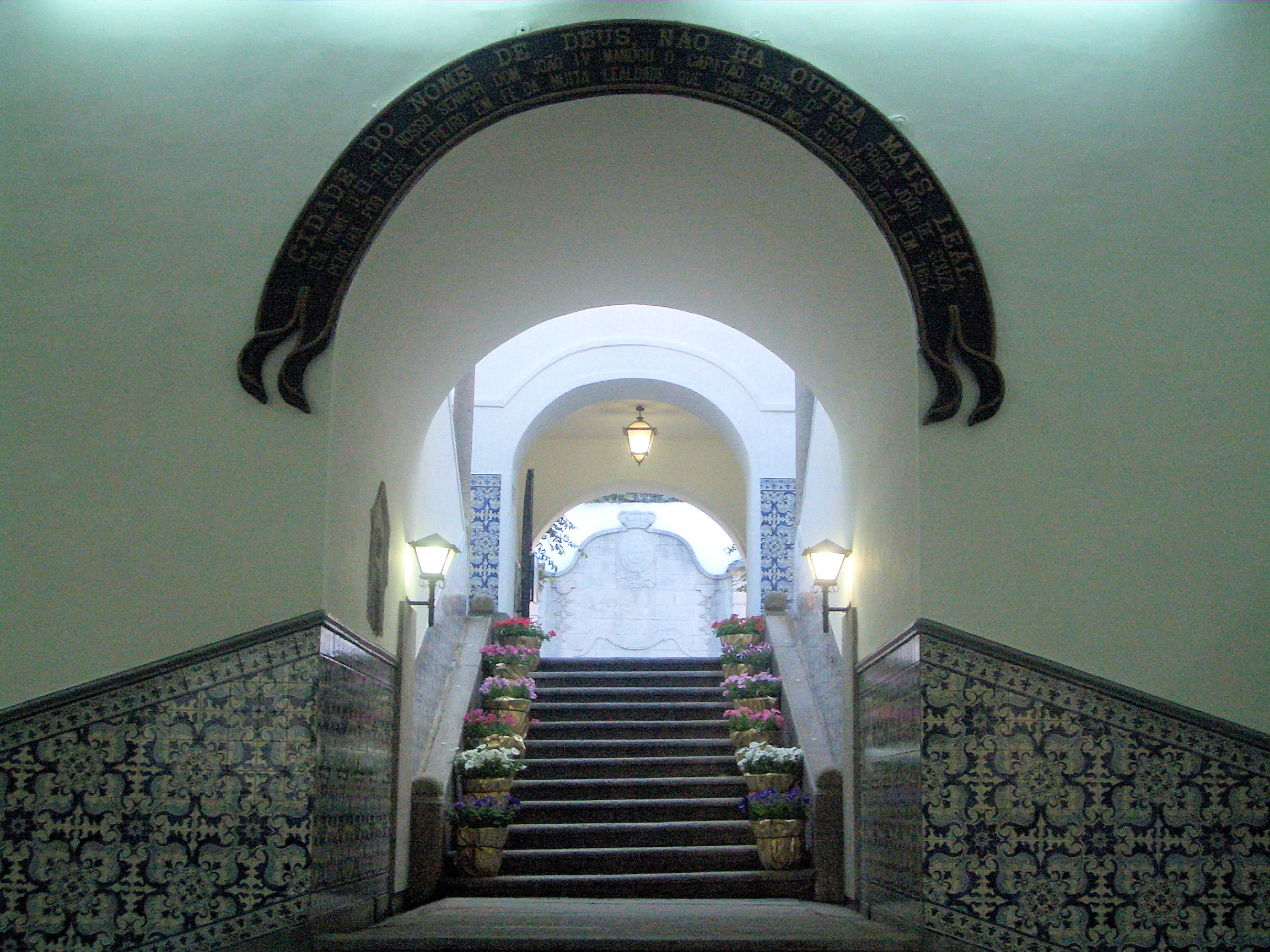
Interior de la entrada principal, con el título concedido a Macao por el Rey Juan IV.
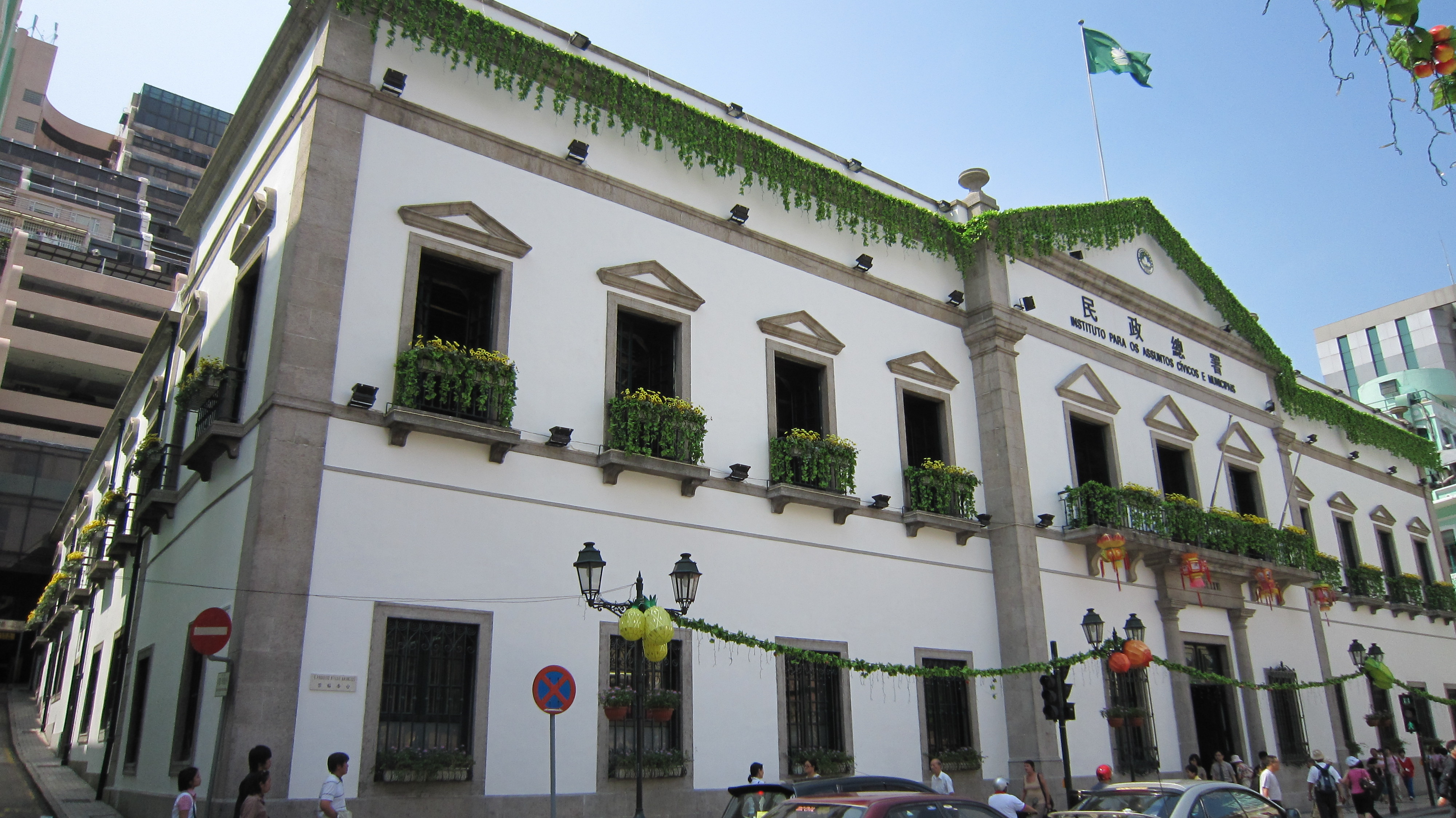
Edificio de oficinas de la antigua Asamblea Legislativa de Macao.
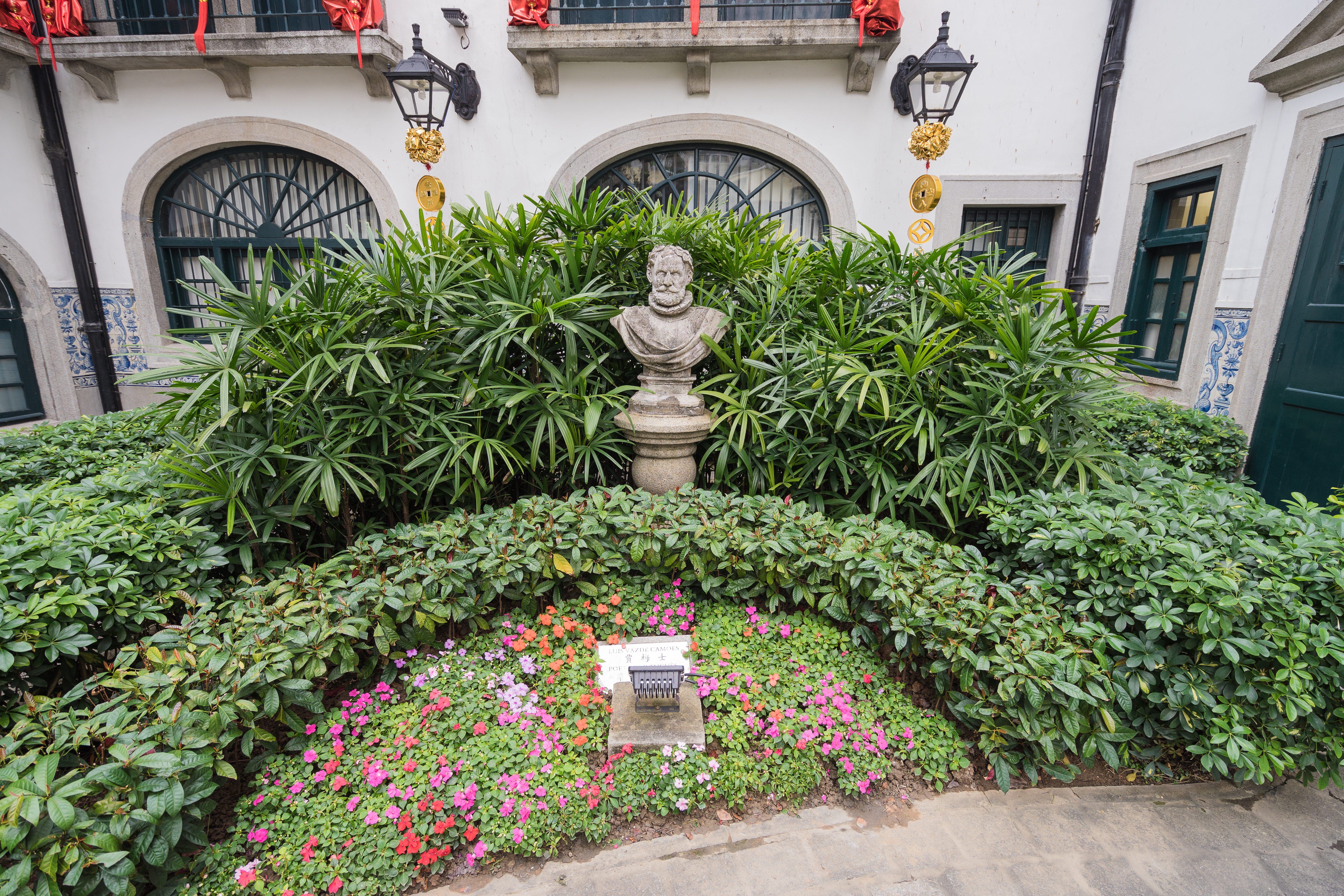
Estatua de Luís Vaz de Camões en el jardín trasero.